# Józef Słonimski

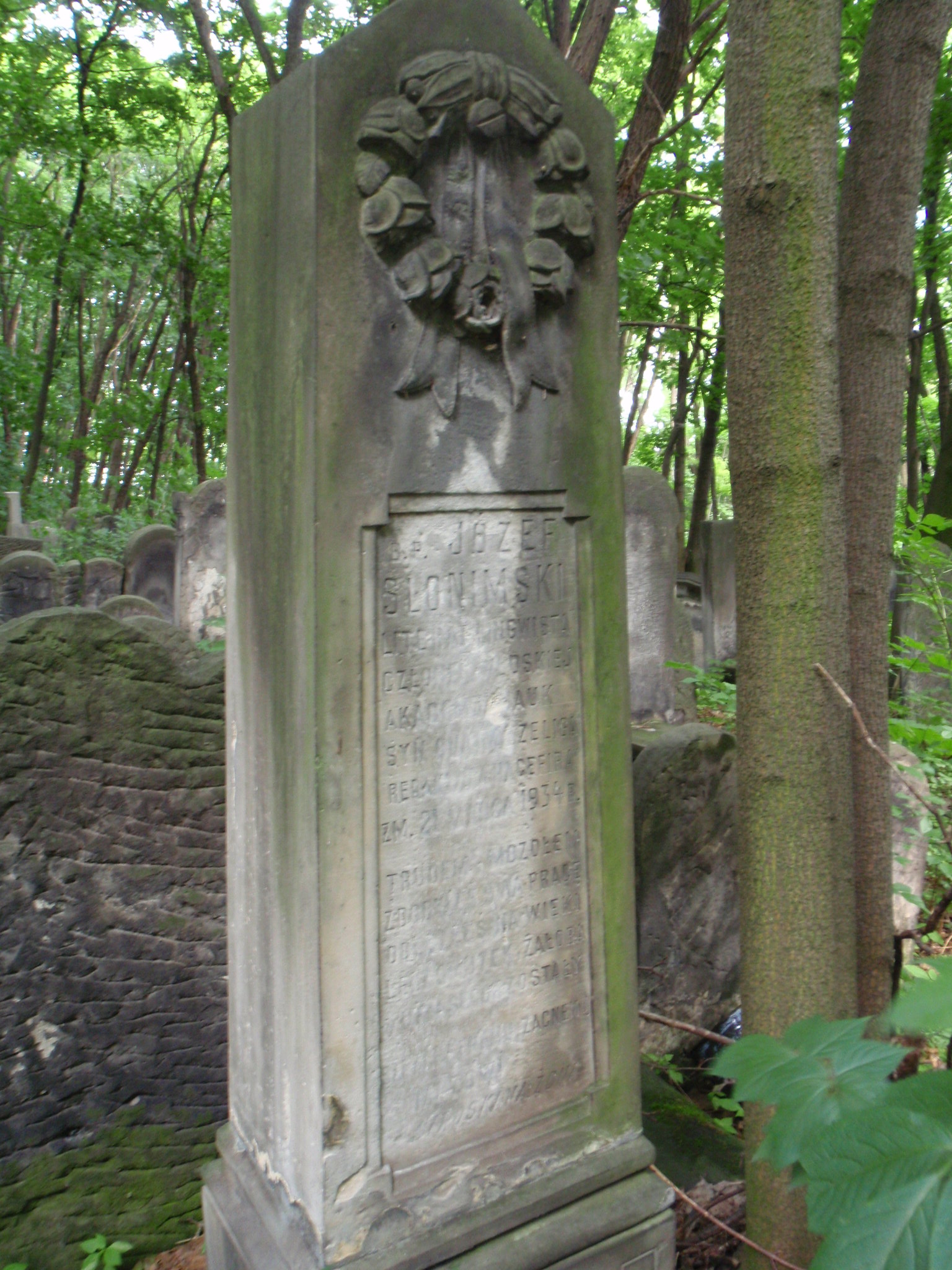
Grób Józefa Słonimskiego na cmentarzu żydowskim w Warszawie

Józef Słonimski (ur. 1860 w Warszawie, zm. 21 marca 1934 w Paryżu) – polski literat i lingwista żydowskiego pochodzenia. Wydawca podręczników do nauki języków, przeznaczonych dla czytelników posługujących się językami polskim i jidysz.
Syn Chaima Zeliga Słonimskiego (1810–1904) i Sary z domu Stern (1824–1897). Brat Abrama Jakuba (1845–1849), Leonida (Ludwika) (1850–1918) i Stanisława (1853–1916). Jako jedyny z braci pozostał przy wierze mojżeszowej. Stryj Antoniego (1895–1976), Piotra (1893-1944), Michaiła (1897–1972), Aleksandra (1881–1964) i Nicolasa (1894–1995) Słonimskich.
Antoni Słonimski w Alfabecie Wspomnień wspomina go:
Stryj Józef znał wszystkie europejskie języki, pięknie rysował, grał na skrzypcach, ale miał w sobie cos infantylnego i być może dlatego już we wczesnym dzieciństwie tak go polubiłem.
Należał do rodziny oryginałów zaludniających stronice powieści Dickensa. Postawił sobie za cel wydawanie samouczków do nauki języków, ale uważał, że należy wypełnić istniejące luki, więc gdy skonstatował, że nie ma samouczków dla Portugalczyków pragnących poznać język polski albo Norwegów studiujących język żydowski – wydawał takie samouczki. Ponieważ w Warszawie nie było ani Żydów, ani Norwegów uczących się portugalskiego, wydawnictwo nie przynosiło spodziewanych zysków.
Pochowany jest na cmentarzu żydowskim przy ulicy Okopowej w Warszawie (kwatera 65, rząd 3).

## Internet
- http://openlibrary.org/books/OL22870037M/Will_you_speak_English
- http://www.archive.org/search.php?query=creator%3A%22Slonimsky%2C%20Joseph%22